# Mitropolitul Damian
Mitropolitul Damian (d. 1447, Suceava) a fost între 1437-1447 întâistătător al Mitropoliei Moldovei. În anul 1439 a participat, împreună cu vicarul său, Constantin, la Conciliul de la Ferarra-Florența, ale cărui decizii le-a semnat, devenind primul ierarh din Țările Române care s-a unit cu Biserica Romei. Întorcându-se la Suceava a rămas până la moarte în comuniune cu scaunul apostolic al Romei. Urmașul său în scaunul mitropolitan, Ioachim, a fost de asemenea unit, dar a fost alungat din Moldova de adversarii împăcării cu Biserica Romei, în frunte cu mitropolitul Teoctist I (d. 1478), care s-a bucurat de sprijinul autorităților politice.